# Konrad Dickhardt
Konrad Dickhardt (* 16. Dezember 1899 in Bad Vilbel; † 11. Juni 1961 in Berlin) war ein deutscher Kommunalpolitiker.

## Leben
Seit dem Jahr 1923 arbeitete Konrad Dickhardt in der Verwaltung und der Sparkasse in Bad Vilbel, ab 1928 als Gewerkschaftssekretär in Hessen. In der Zeit des Nationalsozialismus war er selbstständiger Steuerberater und Buchprüfer. Nach dem Zweiten Weltkrieg baute er im Bezirk Schöneberg die Berliner SPD wieder auf und war bis 1960 deren Kreisvorsitzender. Seit 1946 war er Bezirksverordneter von Schöneberg und arbeitete als Dezernent in der Finanzverwaltung. In den Jahren 1947 bis 1959 wirkte er in Schöneberg als Bezirksstadtrat für Finanzen, von 1955 bis 1957 zugleich als stellvertretender Bürgermeister. Seit Dezember 1958 bis zu seinem Tode amtierte er als Bezirksbürgermeister von Schöneberg.

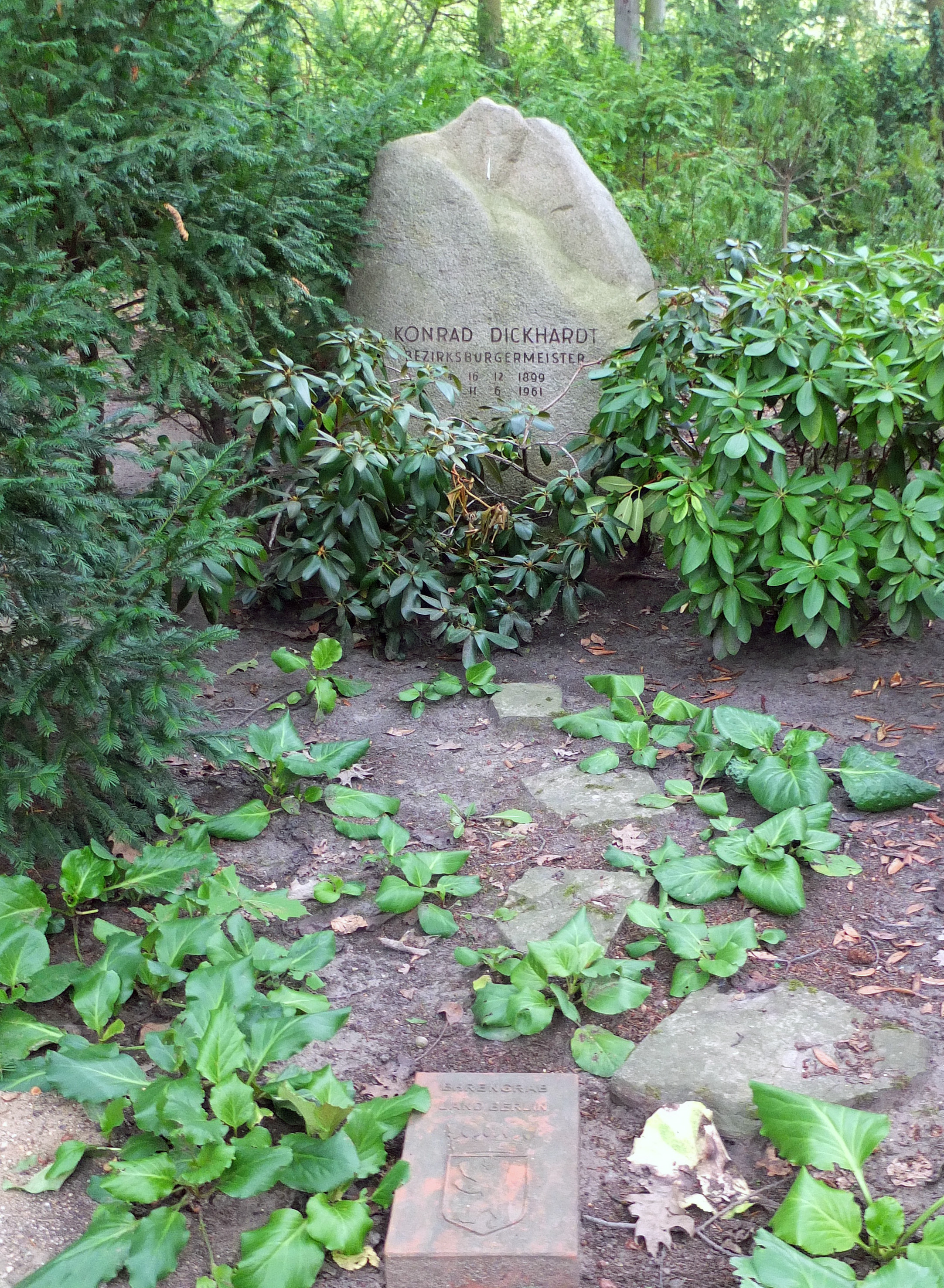
Ehrengrab von Konrad Dickhardt

## Würdigungen
Konrad Dickhardt erhielt ein Ehrengrab der Stadt Berlin auf dem Friedhof Schöneberg II in der Eythstraße. In Berlin-Friedenau erinnert seit dem Jahr 1962 die Dickhardtstraße an den Politiker, die zwischen 1872 und 1962 Ringstraße hieß. Ursprünglich war vorgesehen, den damaligen Kaiser-Wilhelm-Platz an der Hauptstraße nach Konrad Dickhardt zu benennen.